# اوالد فولمن
اوالد فولمن (انگلیسی: Ewald Follmann; ۲۸ ژانویهٔ ۱۹۲۶ – ۲۰ ژوئن ۱۹۹۰) بازیکن فوتبال اهل آلمان بود.
از باشگاه‌هایی که در آن بازی کرده‌است می‌توان به باشگاه فوتبال متس اشاره کرد.
وی همچنین در تیم ملی فوتبال زارلند بازی کرده‌است.